# Sébastien Levicq
Sébastien Levicq (ur. 25 czerwca 1971 w Le Havre) – francuski lekkoatleta, wieloboista.

## Osiągnięcia
- złoty medal Uniwersjady (Buffalo 1993)
- 4. miejsce podczas mistrzostw świata (Sewilla 1999)
- reprezentant kraju w Pucharze Europy w wielobojach
- mistrz Francji w dziesięcioboju (1994)[1] oraz dwukrotnie w siedmioboju (1996 & 1998)[2]

Levicq dwukrotnie brał udział w igrzyskach olimpijskich, w 1996 był 17., a w 2000 nie ukończył rywalizacji.

## Rekordy życiowe
- dziesięciobój lekkoatletyczny - 8524 pkt (1999)
- siedmiobój lekkoatletyczny (hala) – 5886 pkt (1996)